# 진 와일더
진 와일더(Gene Wilder, 1933년 6월 11일 ~ 2016년 8월 29일)는 미국의 배우이다.

## 영화
- 《우리에게 내일은 없다》
- 《초콜릿 천국》
- 《영 프랑켄슈타인》
- 《우먼 인 레드》
- 《허니문 소동》